# Крушанов, Андрей Иванович
Андре́й Ива́нович Круша́нов (1921—1991) — советский историк, академик АН СССР (1987; член-корреспондент с 1970), специалист по истории Дальнего Востока XIX—XX веков, один из основателей академической науки на Дальнем Востоке.

## Биография
После окончания семилетней школы работал на рыбокомбинате, а 1 августа 1939 года стал учителем начальной школы в Приморье. В 1940 году экстерном сдал экзамены за полный курс Владивостокского педагогического училища. В октябре того же года был призван в Красную Армию. В годы Великой Отечественной войны служил в войсках связи на Дальнем Востоке.
Член ВКП(б) с 1944 года. Окончил исторический факультет Владивостокского педагогического института (1949). Работал учителем в школе приморского села Михайловка, районного центра неподалёку от города Уссурийска, затем заведующим учебной частью, директором средней школы.
В 1954 году защитил кандидатскую диссертацию о партизанском движении в южном Приморье в 1918—1920 гг. Проректор по научной части Уссурийского государственного пединститута (1954—1957), в 1955—1958 годах — заведующий Приморским краевым отделом народного образования, читал курс лекций по истории СССР во Владивостокском государственном педагогическом институте.
С ноября 1958 года — заведующий отделом истории, археологии и этнографии народов Дальнего Востока Дальневосточного филиала Сибирского отделения АН СССР. В 1964 году в Ленинградском университете защитил докторскую диссертацию «Борьба за власть Советов на Дальнем Востоке и в Забайкалье (1917—1920 гг.)».
Директор-организатор Института истории, археологии и этнографии народов Дальнего Востока (с 1 июля 1971), заместитель председателя Дальневосточного научного центра АН СССР.
Под его руководством началось создание коллективных многоплановых трудов «История Дальнего Востока», «История Маньчжурии XVII—XX вв.», серии фундаментальных работ «Народы Дальнего Востока СССР в XVII—XX вв.: Историко-этнографические очерки» и др. Был членом редколлегий всесоюзных журналов «Проблемы Дальнего Востока», «Вопросы истории», первым редактором научного журнала «Вестник ДВО АН СССР». Руководитель восьми докторских и шестидесяти кандидатских диссертаций.
Сын Александр (род. 1949) — философ.

## Память
Именем академика Крушанова названы одна из улиц г. Владивостока, а также Средняя общеобразовательная школа в селе Михайловка Михайловского района Приморского края, директором которой А. И. Крушанов был после службы в армии — (МБОУ СОШ им. А. И. Крушанова с. Михайловка).
Мемориальная доска академика А. И. Крушанова в 1993 году установлена на здании созданного им Института истории, археологии и этнографии народов Дальнего Востока ДВО РАН (Владивосток).
В память о выдающемся исследователе и организаторе науки во Владивостоке проводятся ежегодные Крушановские чтения.

## Основные работы
Книги
- «Борьба за власть Советов на Дальнем Востоке и в Забайкалье: очерки по истории партийного и государственного строительства (март 1917 — март 1918 гг.)» (1961);
- «Борьба за власть Советов на Дальнем Востоке и в Забайкалье (апрель 1918 — март 1920 гг.)» (1962);
- «Октябрь на Дальнем Востоке» (чч. 1—2, 1968—1969);
- «Гражданская война в Сибири и на Дальнем Востоке (1918—1920)» (чч. 1—2, 1972—1984);
- «Победа советской власти на Дальнем Востоке и в Забайкалье (1917 — апрель 1918 гг.)» (1983)

Составитель и редактор
- «История Советского Приморья» (1970);
- «Крестьянство Дальнего Востока СССР, XIX—XX вв.» (1979);
- «Крестьянство Дальнего Востока СССР XIX—XX вв: очерки истории» (1991);
- «История и культура коряков» (1993; посм.)

Под руководством А. И. Крушанова подготовлен фундаментальный труд «История Дальнего Востока СССР», изданный уже после смерти академика его учениками и коллегами.

## Награды
Награждён орденом Октябрьской революции, двумя орденами Трудового Красного Знамени, орденами "Знак Почёта, «Дружбы народов», «Отечественной войны II степени», 13 медалями СССР, медалью С. И. Вавилова и медалью «50 лет МНР».